# Julio Arca
Julio Andrés Arca (Quilmes, Buenos Aires, Argentina, 31 de enero de 1981) es un futbolista argentino. Juega como defensor y mediocampista en South Shields FC de la Northern Football League de Inglaterra. Está casado con Valeria Díaz, actriz ex-"Chiquititas"[cita requerida].

## Trayectoria
Se inicia deportivamente jugando Baby Fútbol en el Club Social Deportivo y Cultural Moreno de Quilmes, su ciudad natal.
En el año 1992, se incorpora a las divisiones inferiores de la Asociación Atlética Argentinos Juniors, donde en el año 1998 comienza a formar parte del plantel profesional del equipo de La Paternal. Durante el Torneo Apertura 1999, el entrenador Osvaldo "Chiche" Sosa lo hace debutar a Julio con 18 años en la máxima categoría compartiendo la defensa con jugadores como Ceferino Denis, Sergio Plaza, Diego Cogliandro o Rolando Schiavi. Utilizaba la camiseta número 15. Arca jugo solamente 18 encuentros en la primera división de Argentina con la camiseta del Bicho durante la temporada 1999/2000. Arca ha comentado que cuando el iba a ser vendido al fútbol inglés, había un rumor de que su pase fuera adquirido por River Plate siempre y cuando la institución de Núñez vendiera a su vez a Diego Placente al Bayer Leverkusen ya que jugaba en su misma posición. El mismo dijo ser hincha de River.
Casi ni siquiera un año después de su debut, juega para la selección nacional sub-17 la cual acompaña a la selección mayor a una gira amistosa en Inglaterra donde ambas selecciones juegan un partido amistoso contra las Selecciones de Inglaterra (sub-17 y mayores). Fue el entrenador inglés, Peter Reid quien vio jugar al lateral zurdo en la derrota del amistoso entre Argentina frente a Inglaterra por 1 a 0 en febrero del 2000. A mediados de ese año, el presidente de Argentinos Juniors, Oscar Giménez vendió a Julio Arca al Sunderland Football Club de Inglaterra por 1.925.000 dólares, comenzando así su etapa en el fútbol inglés.
Después de disputar 157 partidos (y afrontar un descenso-ascenso) con el Sunderland, el Middlesbrough se hace con sus servicios, club en el cual Julio se desempeña actualmente como capitán.
En el 2013, finaliza su contrato por lo que decide retirarse. En 2013, el Willow Pond un equipo local de la ciudad de Sunderland le ofrece un contrato. 
En 2015 después de finalizar el torneo, trabaja un tiempo en las inferiores del AFC Sunderland y más tarde regresa al fútbol en el South Shields FC un equipo de Noveno Nivel en la Pirámide de Ligas de Fútbol Inglés.

## Selección juvenil
Ha sido internacional con la Selección juvenil sub-17, sub-20 y sub-21 de Argentina. Arca ha sido durante la etapa de selecciones juveniles un referente del plantel siendo el capitán del plantel campeón mundial juvenil en 2001.

### Participaciones en Copas del Mundo juveniles (1)
| Mundial                       | Sede      | Resultado |
| ----------------------------- | --------- | --------- |
| Copa Mundial de Fútbol Sub-20 | Argentina | Campeón   |

## Clubes
| Club               | País       | Año       |
| ------------------ | ---------- | --------- |
| Argentinos Juniors | Argentina  | 1996-2000 |
| Sunderland         | Inglaterra | 2000-2006 |
| Middlesbrough FC   | Inglaterra | 2006-2013 |
| Willow Pond        | Inglaterra | 2013-2015 |
| South Shields FC   | Inglaterra | 2015-2018 |

## Palmarés

### Campeonatos nacionales (1)
| Título                       | Club       | País       | Año  |
| ---------------------------- | ---------- | ---------- | ---- |
| Football League Championship | Sunderland | Inglaterra | 2005 |

### Campeonatos internacionales (1)
| Título                        | Club                | País      | Año  |
| ----------------------------- | ------------------- | --------- | ---- |
| Copa Mundial de Fútbol Sub-20 | Selección Argentina | Argentina | 2001 |